# Jodi Picoult
Jodi Picoult   (Nesconset, 19 de maig de 1966) és una escriptora estatunidenca. Va rebre el premi "New England Booksellers Award" de ficció al 2003. Picoult actualment té 14 milions de còpies dels seus llibres impresos a tot el món.

## Biografia i obra
Picoult va néixer el 1966 i va créixer a Nesconset, Long Island; la seva família es va traslladar a Nova Hampshire quan ella tenia 13 anys. Ha descrit a la seva família com "jueus no practicants". Picoult va escriure la seva primera història als 5 anys, titulada "The Lobster Which Misunderstood."
Va estudiar escriptura a la Universitat de Princeton, on es va graduar el 1987. Va publicar dos contes a la revista Seventeen, mentre estava encara a la universitat. Immediatament després de graduar-se, va tenir una gran varietat de llocs de treball, que van des de l'edició de llibres de text fins a l'ensenyament d'anglès a estudiants de vuitè grau. Va obtenir un mestratge en educació de la Universitat Harvard.
Picoult va treballar com a escriptora per a una iteració de la sèrie Wonder Woman per DC Comics durant quatre edicions després de la sortida del seu col·lega escriptor, Allan Heinberg, el 2007. Dues novel·les de Picoult, Nineteen Minutes i Change of Heart, han obtingut el primer lloc a The New York Times Best Seller.
Es va casar amb Tim Van Leer, a qui va conèixer a la universitat. Ells i els seus tres fills, Sammy, Kyle, i Jake, i diversos animals domèstics, varen viure a Hannover (comtat de Grafton, Nou Hampshire).

## Premis
- Guardó New England Book en la categoria de ficció per tota la seva carrera (2003)
- Alex de la Young Adult Library Services Association, per My Sister's Keeper (2005).[8]
- Lifetime Achievement de la Romance Writers of América.